# Phocion
Sauf précision contraire, les dates de cet article sont sous-entendues « avant l'ère commune » (AEC), c'est-à-dire « avant Jésus-Christ ».
Phocion, en Φωκίων / Phokion, né vers 402, et mort en 318, est un général et homme d'État athénien.

## Biographie
Il était le fils du fabricant de tours de potier, Phocos. Plutarque notera qu'il vivait assez modestement puisqu'il marchait toujours pieds nus et sans manteau. Lorsque les envoyés d'Alexandre vinrent lui remettre un présent de cent talents, ils trouvèrent sa femme en train de pétrir le pain et Phocion lui-même tirer l'eau du puits pour se laver les pieds.
Disciple de Platon et de Xénocrate, il débuta la carrière militaire sous les ordres du stratège athénien Chabrias. Il fut envoyé par Chabrias en mer Égée afin de collecter les tributs régionaux pour la Seconde confédération athénienne. Comme les représentants d'Athènes étaient impopulaires parmi leurs alliés, il fut attribué à Phocion une flotte de vingt navires de guerre. Cependant, il préféra n'emporter qu'une seule trière pour ne pas brusquer les alliés d'Athènes. Dans chaque cité, il négocia diplomatiquement, et, lors de son retour fut escorté par une grande flotte alliée protégeant le trésor.
En 376, Phocion s'illustra lors de la bataille navale de Naxos en commandant avec efficacité l'aile gauche de la flotte athénienne face à la flotte spartiate. Après la mort de Chabrias, Phocion prit soin de son fils Ctésippe.
Du parti aristocratique, il fut élu quarante-cinq fois stratège et repoussa les Macédoniens de l'Eubée et de Chersonèse. Valeureux général et combattant, il était cependant pacifiste et fut un ambassadeur efficace auprès d'Alexandre et d'Antipatros. Élu stratège pour la première fois en 371, il fut ensuite réélu presque chaque année à ce poste.
En 351, il combattit comme mercenaire au service de l'empereur perse Artaxerxès III pour soumettre la rébellion chypriote et rétablir le roi Évagoras II sur son trône. Il s'illustra ensuite lors des campagnes d'Athènes contre Philippe II de Macédoine en Eubée (348 et 341) et en Thrace (340).
En 338, après la défaite de Chéronée, Phocion fut un partisan de la modération et exhorta les Athéniens à accepter les conditions raisonnables qu’offrait Philippe II. Lorsque Philippe mourut en 336, voyant l'enthousiasme des Athéniens, il déclara : « Rien, dit-il, ne montre mieux un cœur bas, que de se réjouir de la mort d’un ennemi. D’ailleurs, l’armée qui vous a défaits à Chéronée n’est affaiblie que d’un seul homme. » En 335, il fit partie avec Démade de l'ambassade chargée de rencontrer Alexandre, après l'échec de la révolte des Thébains dans laquelle Athènes s'était compromise.
Alexandre envoya une délégation pour lui offrir cent talents, mais il refusa, arguant qu'il « est un homme honorable, je ne voudrais pas blesser la réputation d'Alexandre ainsi que la mienne ». Plus tard, le roi lui offrit le gouvernement et la possession des cités de Cios, Gergèthe (en), Milas et Élée. Phocion refusa, mais répondit à la requête de libérer des esclaves de Sardes. En 323, Harpale arriva à Athènes depuis le Cap Ténare, cherchant refuge. Il tenta de corrompre Phocion avec une partie des 700 talents qu'il avait emmenée à Athènes pour acheter des soutiens. Phocion refusa. Phocion avertit qu'il ne devait pas essayer de corrompre Athènes ou il serait puni. En conséquence, Harpale retourna l'Assemblée entière contre Phocion avec des pots-de-vin. Phocion refusa aussi des présents de Menyllos, disant « Tu n'es pas un meilleur homme qu'Alexandre, donc il n'y a aucune raison que j'accepte tes présents ».
À la mort d'Alexandre en 323, il tenta de refréner l'élan populaire mené par Léosthène et Hypéride, qui réclamaient la guerre contre les Macédoniens, mais il ne put empêcher l'entrée en guerre d'Athènes dans la guerre lamiaque. Phocion y était opposé, mais fut forcé de mener les actions militaires contre la Béotie. Pour s'opposer au parti belliciste, il appela tous les Athéniens âgés entre quatorze et soixante ans à s'enrôler. Devant la protestation des anciens, il s'exclama « C'est assez juste ! J'ai presque quatre-vingts ans, je mènerai l'attaque ».
En 322, les Athéniens furent vaincus à la bataille de Crannon et Antipater imposa un régime oligarchique, sous le contrôle d'une garnison macédonienne installée à Munichie. Hypéride fut torturé et exécuté, Démosthène contraint au suicide. Phocion fut alors désigné pour gouverner Athènes pendant quatre ans entre 322 et 318.

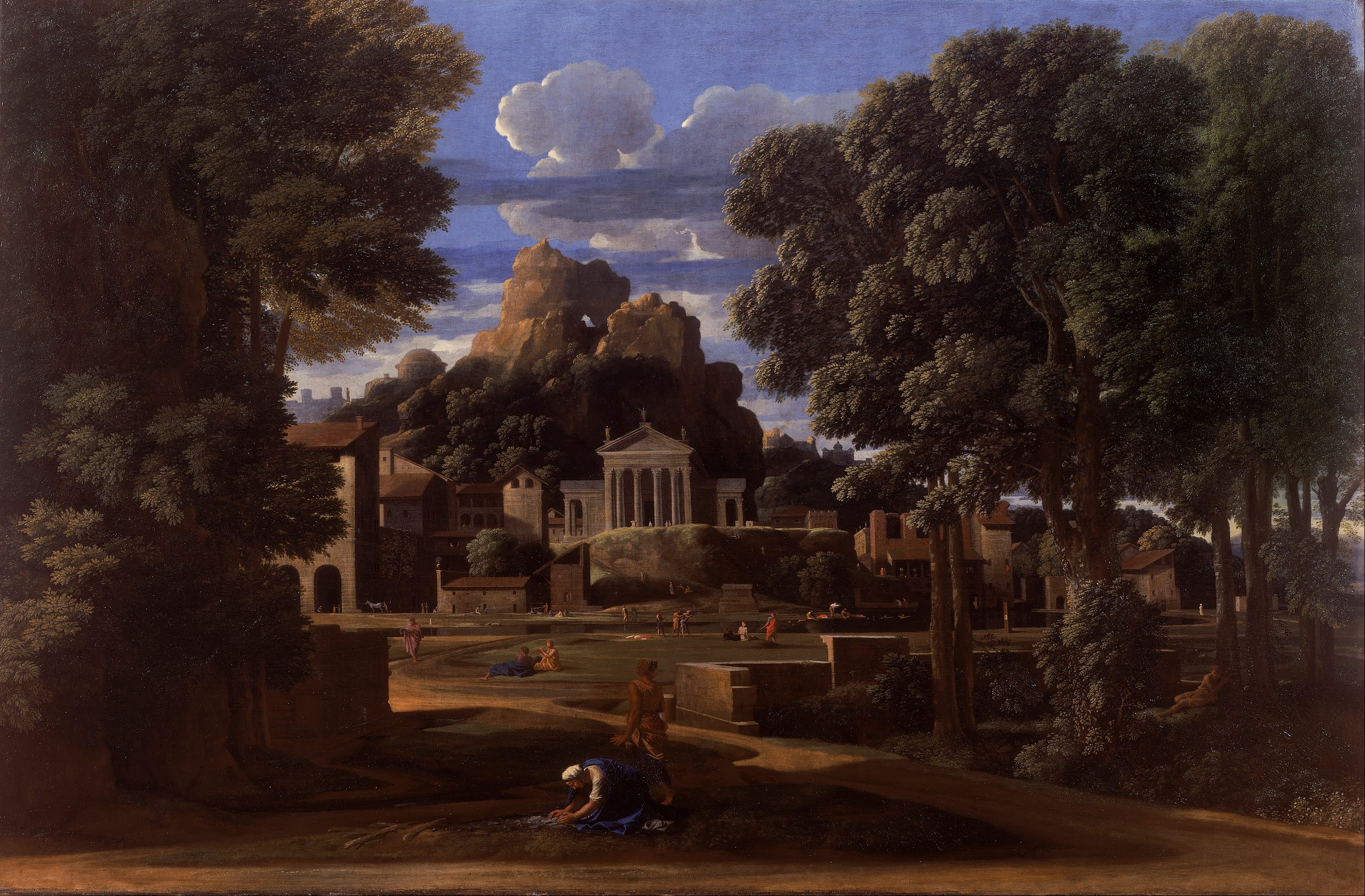
Nicolas Poussin, Paysage avec les cendres de Phocion (1648)

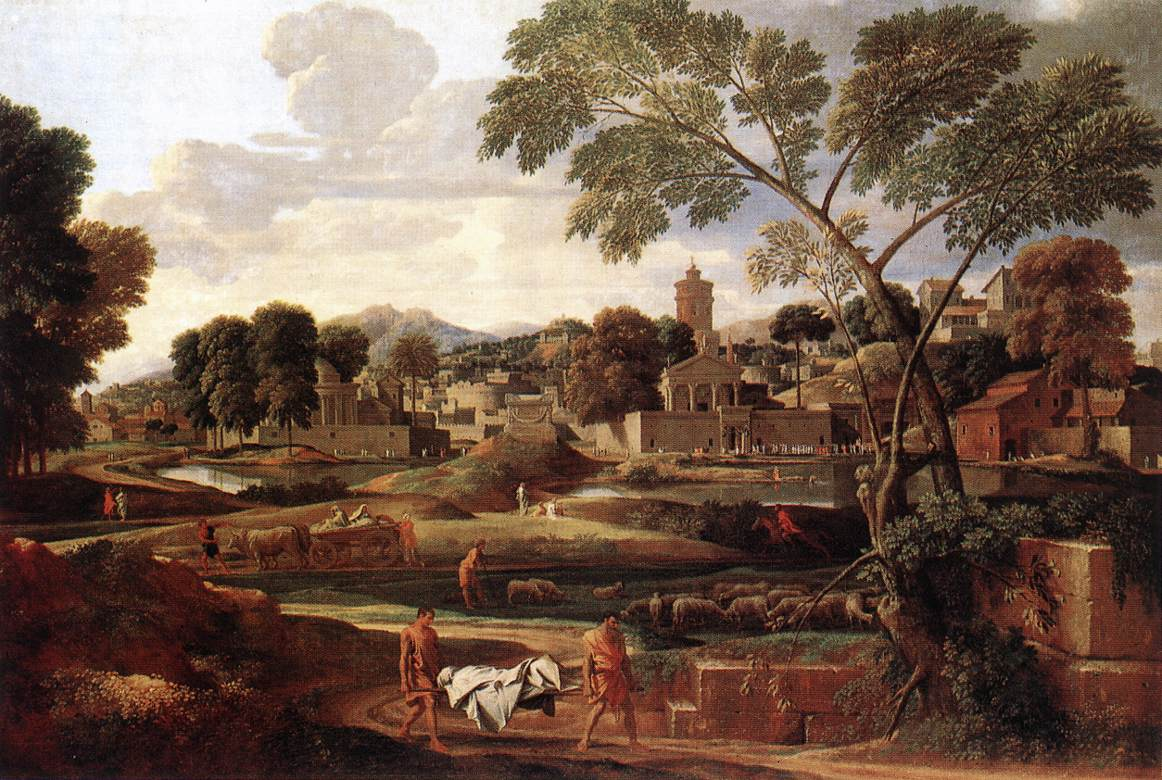
Nicolas Poussin, Paysage avec les funérailles de Phocion (1648)

En 318, le nouveau dirigeant macédonien Polyperchon ayant décrété la liberté des cités grecques, la démocratie fut rétablie à Athènes et le gouvernement de Phocion renversé. Phocion fut soumis à un procès et dénoncé publiquement comme « complice de l’asservissement de la patrie ainsi que du renversement de la démocratie et des lois ». Le vote fut unanime. Plutarque rapporte que « personne ne resta assis ; tout le monde se leva et la majorité des présents, une couronne sur la tête, vota la mort ». Phocion et ses compagnons furent condamnés à boire la ciguë.
Il fut décrété que son corps ne pourrait reposer en Attique. Sa dépouille fut transportée près de Mégare où elle fut brûlée. Peu après, les Athéniens changèrent d'avis, ce qui fut facilité par la prise de la cité par Cassandre (317), et ses restes furent enterrés dignement, à la charge de la cité, et une statue de bronze fut érigée. Agnonidès fut condamné et exécuté, et le fils de Phocion traqua et tua les deux conspirateurs, Épicurus et Démophilus, qui avaient fui la cité.

## Dans les arts et la culture
- Gabriel Bonnot de Mably publia en 1763 un ouvrage de philosophie politique appelé Entretiens de Phocion, sur le rapport de la morale avec la politique, présenté comme traduit d'un livre de Nicoclès, un compagnon de Phocion, pour éviter les poursuites.

## Sources
- Plutarque, Vies des hommes illustres : Phocion (lire en ligne)
- Cornélius Népos, Vies des grands capitaines : Phocion (lire en ligne)